# Agejas
Agejas es un despoblado español situado en el término municipal de Cabañas de Polendos, en la provincia de Segovia, comunidad autónoma de Castilla y León. 

## Toponimia
La primera vez que se conoce una mención de Faieias con este nombre, corresponde a un documento eclesiástico escrito del Archivo Catedralicio de Segovia, data del 1 de junio de 1247, como consecuencia de las relaciones de préstamo efectuadas por la mesa episcopal y por la de los canónigos a los colonos que trabajan las tierras propiedad de la Iglesia.
En 1287 se mencionaba como Fajejas y en 1571 como Azejas.

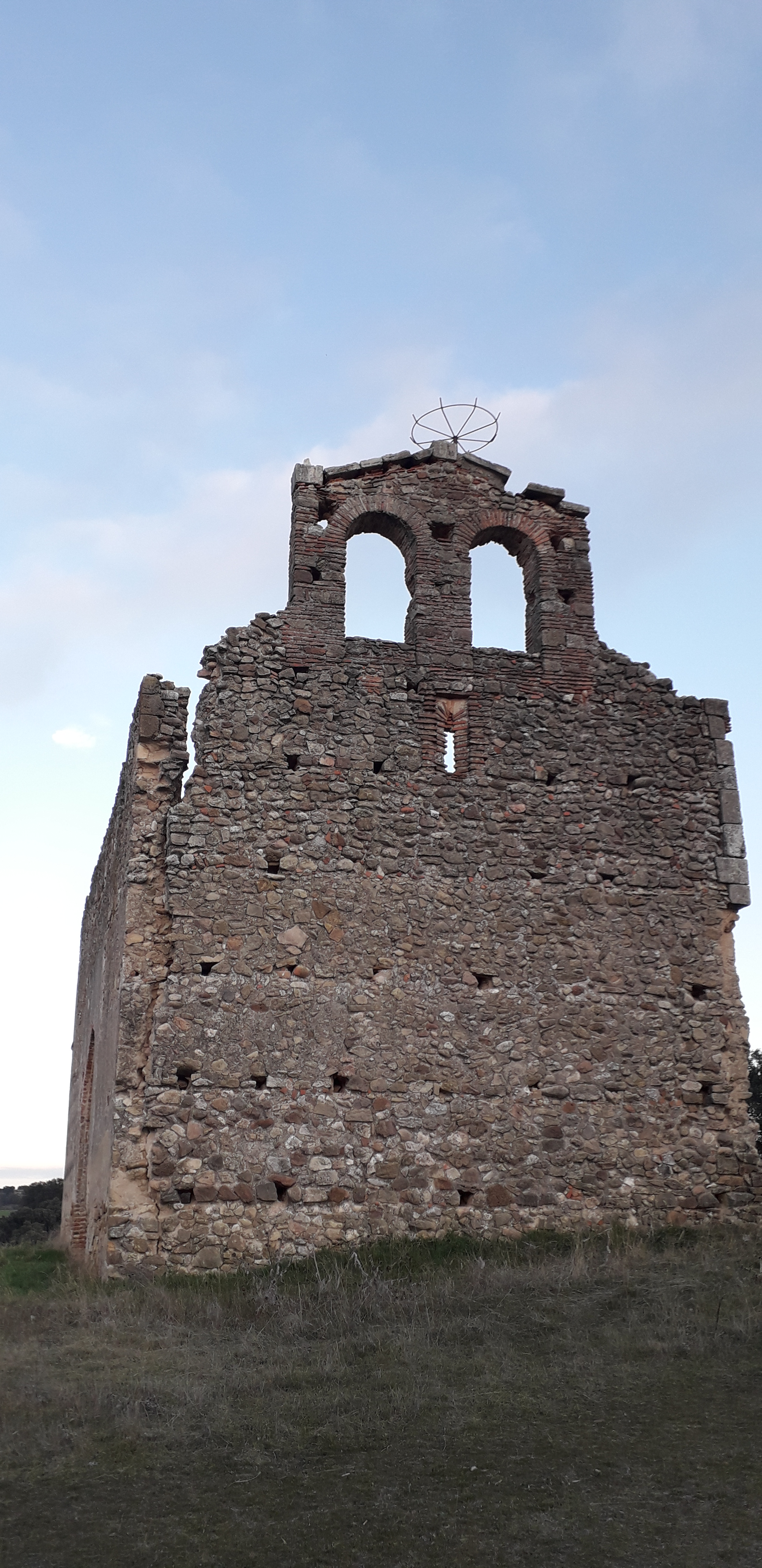
Espadaña de la Iglesia de la Virgen de Agejas

## Geografía

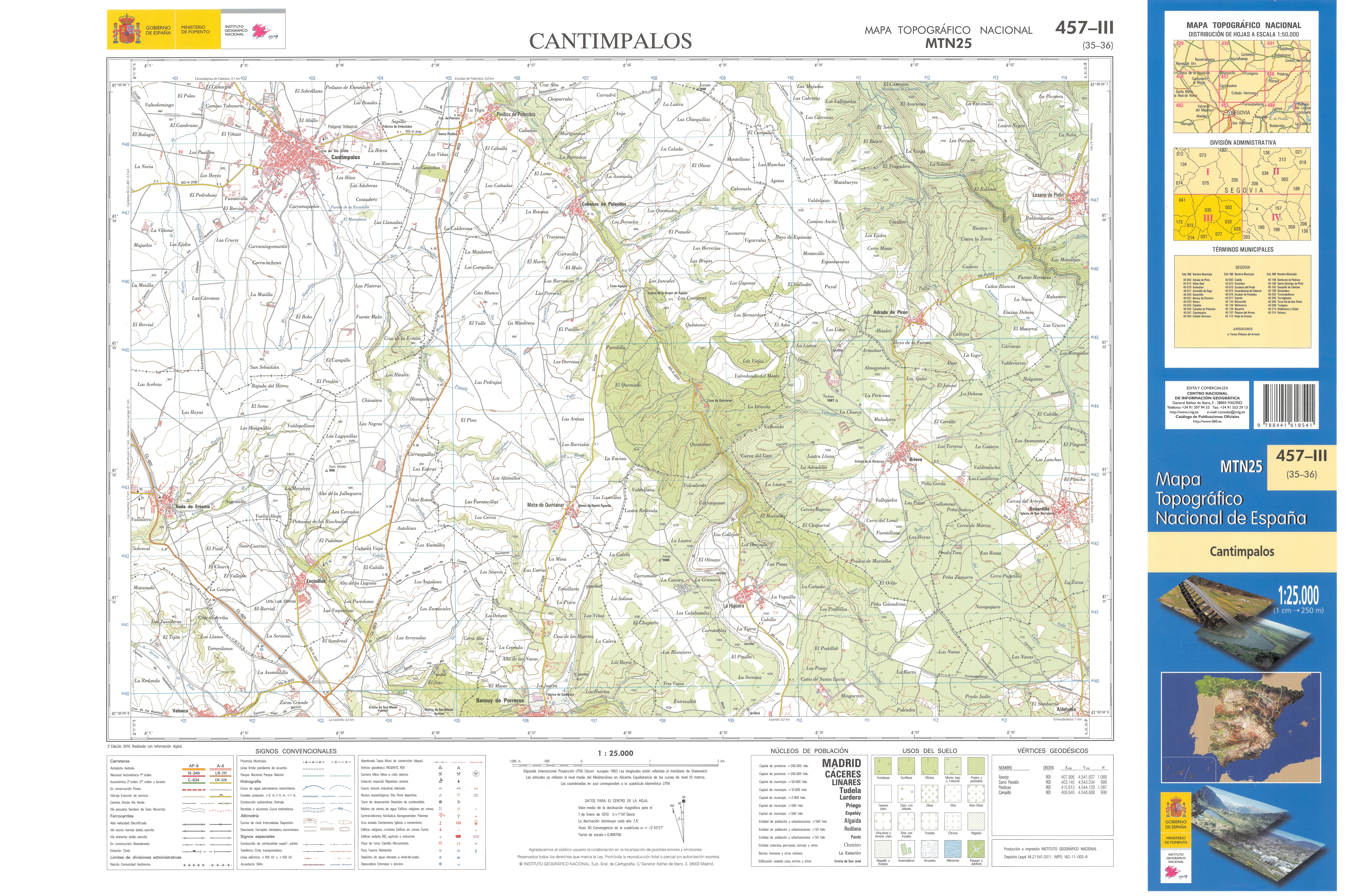
Fragmento de la hoja 457 del Mapa Topográfico Nacional de España de 2010 en el que se representa Agejas

Está situado a 1000 m al sureste de Cabañas de Polendos, en un cerro que corona un encinar y está bordeado por el cauce del río Polendos y la carretera SG-V-2221. 

## Historia
Existió desde la Reconquista hasta bien entrado el siglo XIX. Perteneció al Sexmo de San Lorenzo de la Comunidad de Ciudad y Tierra de Segovia.
Tras la primera mención en 1247, en 1287 ya hay documentación sobre los viñedos en manos de cofrades y en 1446 sabemos que su parroquia pasó a ser parte de la vicaría de San Medel. En 1571 contaba con 14 vecinos (hogares) y en 1591 con 9.
El diccionario Madoz de 1845 informa de la existencia de cinco casas y sus habitantes vivían del cultivo de cereales como trigo, centeno y cebada además de legumbres como el garbanzo, y también cultivaban la vid para producir vino. Esta última producción ha llegado hasta nuestros días existiendo a una empresa homónima de bodegas y viñedos situada en las proximidades.
Según la versión dada se despobló a causa de la primera guerra carlista, «por las molestias que les ocasionaba (a los vecinos) el continuo paso de tropas». Existe una leyenda local que cuestiona esa versión y que atribuye el despoblamiento a la acción de brujas en el entorno.
En 1940 vuelve a figurar momentáneamente como núcleo habitando con dos viviendas que aglutinaban 7 habitantes de derecho; 5 de hecho.
Hay restos aún visibles desde la misma carretera que une La Higuera con Cabañas de Polendos. Se conservan las ruinas de la que fuera su iglesia parroquial consagrada a la Virgen de Agejas, de entre los siglos XI y XIII. Conserva sus cuatro altos muros perimetrales y su nave está rematada por un ábside circular incompleto en un extremo y una espadaña en el contrario. A su entrada existe una cruz y en el interior un crucifijo.
La ermita entró a formar parte el 4 de diciembre de 2023 de la Lista roja de patrimonio en peligro por riesgo de desaparición y olvido institucional.